# Bougainvillea pachyphylla
Bougainvillea pachyphylla är en underblomsväxtart som beskrevs av Anton Heimerl och Paul Carpenter Standley. Bougainvillea pachyphylla ingår i släktet Bougainvillea och familjen underblomsväxter. Inga underarter finns listade i Catalogue of Life.